# 光背魚
光背魚，為輻鰭魚綱骨舌魚目弓背魚科的其中一種，為熱帶淡水魚，分布於非洲西部及中部淡水流域，體長可達30公分，棲息在溪流底層水域，生活習性不明，可做為觀賞魚。